# Roshon Fegan
Roshon Bernard Fegan (Los Angeles, 6 ottobre 1991) è un attore, rapper, musicista e ballerino statunitense.

## Biografia
Roshon Bernard Fegan nasce a Los Angeles il 6 ottobre del 1991. Sua madre Cion è di origini filippine, invece suo padre è il famoso attore afro-americano Roy Fegan, dove ha lavorato in The Shield, Will & Grace, Sposati... con figli. Roshon vive a Los Angeles dove ha lavorato alla BK Acting Studio e la USC 32nd Street Performing Arts School, e ha frequentato la Hollywood High School ovviamente tutto questo prima di intraprendere la sua carriera da attore.

## Carriera
Fegan ha iniziato la sua carriera di attore professionista all'età di 12 anni, con un piccolo ruolo nel lungometraggio del 2004 Spiderman 2, seguita da una comparsata nel 2006 nella serie Tv Monk. Nel 2008 è comparso nel film commedia Drillbit Taylor e nel film Baby, che ha vinto il VC FilmFest Award. Nell'estate dello stesso anno, Fegan ha acquisito più popolarità nel ruolo di Sander Loyer nel film Disney per la televisione Camp Rock che è stato uno dei film più visti sulla TV via cavo nel 2008. Ha inoltre eseguito diversi brani per la colonna sonora di Camp Rock tra cui Hasta la Vista con Anna Maria Perez de Tagle e Jordan Francis, così come il DVD bonus track di Camp Rock.
Nel 2010, Roshon riprende il ruolo di Sander nel sequel del film in Camp Rock 2: The Final Jam. Nel febbraio 2011 appare nel video musicale di Disney Channel eseguendo il brano Tutto è possibile. La canzone è stata un omaggio ai contributi e alle realizzazioni di afro-americani nel corso della storia ed è stata suonata sui canali disney e radio disney per tutto il mese di febbraio in onore del black history month. Dal 2010 al 2013 ha recitato nel telefilm della Disney Channel A tutto ritmo (Shake It Up!) interpretando Ty Blue, il fratello popolare di Rocky (Zendaya). È anche apparso nel video di Sophia Grace "Girls Just Gotta Have Fun".

## Vita privata
Roshon è un produttore musicale che crea la sua musica. Ha un canale su You Tube dove ci sono video che ha fatto con il collega attore Cody Linley. Il canale si chiama Co Show e The Ro che presenta per lo più i video delle loro batterista freestyle rapping. Dall'età di due anni Fegan ha imparato a suonare il pianoforte e la chitarra, oltre a cantare e scrivere canzoni. Ha pubblicato una serie di singoli su iTunes e sta ultimando il suo primo album autoprodotto sotto la sua etichetta, la "3inaRo Entertainment". Il nome 3inaRo (pronunciato tre-in-a-row) è un riferimento a una tripla intrattenitore minaccia che riguarda le sue 3 passioni: recitazione, musica e danza.

## Filmografia

### Cinema
- Spider-Man 2, regia di Sam Raimi (2004)
- Drillbit Taylor - Bodyguard in saldo (Drillbit Taylor), regia di Steven Brill (2008)
- Baby, regia di Juwan Chung (2007)
- Mostly Ghostly: Have You Met My Ghoulfriend?, regia di Peter Hewitt (2014)

### Televisione
- Detective Monk (Monk) – serie TV, episodio 4x14 (2006)
- Camp Rock, regia di Matthew Diamond – film TV per Disney Channel (2008)
- Camp Rock 2: The Final Jam, regia di Paul Hoen – film TV per Disney Channel (2010)
- A tutto ritmo (Shake It Up) – serie TV, 59 episodi (2010-2013)
- Kickin' It - A colpi di karate (Kickin' It) – serie TV, episodio 1x07 (2011)
- A tutto ritmo - In Giappone (Shake It Up: Made In Japan), regia di Chris Thompson – film TV (2012)
- Parenthood – serie TV, episodio 5x20 (2014)
- A.N.T. Farm - Accademia nuovi talenti (A.N.T. Farm) – serie TV, episodio 3x17 (2014)
- Crazy Ex-Girlfriend – serie TV, episodio 1x08 (2015)
- Greenleaf – serie TV, 14 episodi (2017)
- Insecure – serie TV, episodio 3x03 (2018)

## Canzoni
- I am - (2012)
- Afterparty - (2012) - feat. Caroline Sunshine
- Down of the Dance Flo - (2012)
- Anything Is Possible - (2012)
- Keep It Simple - (2012)
- My Day My Life - (2012)
- I Like To Party - (2012)
- Top Of The World - (2012)
- Try It - (2012) - feat. Caroline Sunshine
- Be My Girl - (2012)
- Take A Chance - (2012)
- Movin And Groovin - (2012)
- All I Want - (2012) - feat. Leon Thomas III
- I Dooz This - (2012)
- Chance To Dance - (2012)
- iPod - (2012)
- Rolling In The Deep - (2012) - feat. Adele
- Hasta La Vista - (2012) - feat. Jordan Francis
- Hold on Tight - (2012)
- Got Me Like - (2012)
- Never Too Late - (2012)
- Love Your Love - (2012)
- Got It All - (2012)
- Be Be Mine - (2012)
- Superstars - (2012)
- Get It Poppin - (2012)
- Run Away - (2012) - feat. Cody Linley e Lyen
- Four Your Love - (2012) - Cody Linley e Taleesa
- There's Something Goin On - (2012) - Cody Linley e Taleesa
- Phoenix - (2013) - feat. Flava's Crew